# 圣韦南
圣韦南（法語：Saint-Venant）是法国北部-加来海峡大区加来海峡省的一个市镇，属于贝蒂讷区利莱尔县。该市镇2009年时的人口为3,027人。

## 人口
圣韦南人口变化图示
| 数据来源：INSEE |